# جیم ریردون
جیم ریردون (انگلیسی: Jim Reardon؛ زادهٔ ۱۹۶۵ (۵۹–۶۰ سال)) پویانما، کارگردان تلویزیونی و فیلم‌نامه‌نویس اهل ایالات متحده آمریکا است. وی از سال ۱۹۸۶ میلادی تاکنون مشغول فعالیت بوده‌است.
وی همچنین برندهٔ جوایزی همچون جایزه اسکار بهترین فیلم‌نامه غیراقتباسی شده‌است.